# 襄樊市
襄樊市是1950年到2010年中国湖北省的一个城市，从1979年到2010年为一个地级行政区。

## 历史沿革
- 1950年5月，复以襄阳县之襄阳、樊城两镇组建襄樊市，隶属襄阳专署。次年6月，襄阳行政区专员公署改称湖北省人民政府襄阳区专员公署。
- 1970年，襄阳专区改称为襄阳地区。
- 1979年，襄樊市升格为省辖市。1983年8月19日，中国国务院[1983]164号函批准撤销襄阳地区，其行政区域并入襄樊市。2010年12月9日襄樊市更名为襄阳市。原襄樊市襄陽區更名為襄陽市襄州區[1]。